# Ferenc Paczka
Ferenc Paczka, född 31 juli 1856 i Monor, död 20 april 1925 i Berlin, var en ungersk konstnär.
Paczka studerade i Budapest och i München och var senare bosatt i Berlin. Bland hans målningar märks Bibliskt landskap (1897) och Trappistklostret (1900, båda i museet i Budapest), Kyrkogång (1905, museet i Dessau). Han var även verksam grafiker och skulptör. 
Paczkas hustru Cornelia Paczka, född Wagner (1864–1930), målade landskap och porträtt samt var också skulptör och grafiker.